# 8656 Cupressus
8656 Cupressus è un asteroide della fascia principale. Scoperto nel 1990, presenta un'orbita caratterizzata da un semiasse maggiore pari a 2,9184207 UA e da un'eccentricità di 0,1229235, inclinata di 3,97569° rispetto all'eclittica.